# Phalloceros caudimaculatus
Espèce
Phalloceros caudimaculatus est une espèce sud-américaine de poissons d'eau douce et saumâtre de la famille des Poeciliidae.

## Répartition
Phalloceros caudimaculatus se rencontre en Argentine, au Brésil (dans les États de Rio Grande do Sul et de Santa Catarina) et en Uruguay.

## Description
Phalloceros caudimaculatus peut mesurer jusqu'à 60 mm de longueur totale pour les femelles et jusqu'à 35 mm, queue non comprise, pour les mâles. Cette espèce, ovovivipare, donne naissance après 24 jours d'incubation à entre 10 et 50 alevins.

## Galerie

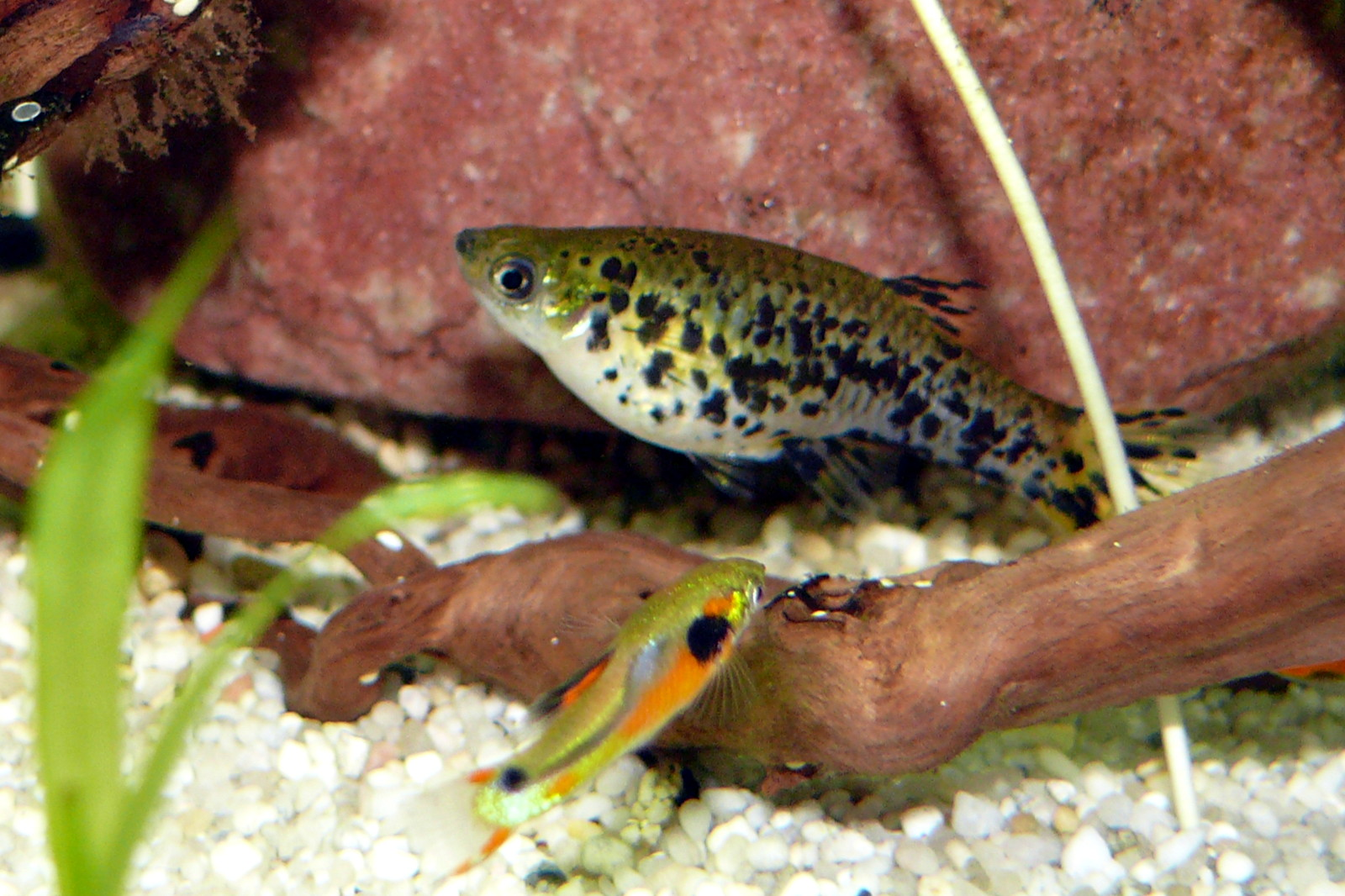
Femelle.

## Systématique
Le nom valide complet (avec auteur) de ce taxon est Phalloceros caudimaculatus (Hensel (d), 1868).
L'espèce a été initialement classée dans le genre Girardinus sous le protonyme Girardinus caudimaculatus Hensel, 1868,.
Phalloceros caudimaculatus a pour synonymes :
- Girardinus caudimaculatus Hensel, 1868
- Phalloceros caudomaculatus (Hensel, 1868)

### Étymologie
Le nom générique, caudimaculatus, est la combinaison en latin de caudi-, « queue », et de maculatus, « taché », et fait référence à la tache verticale présente sur le pédoncule. Cette espèce a été décrite comme telle mais cette tache est de couleur hautement variable et parfois absente chez certains spécimens.

### Publication originale
- (de) Reinhold Hensel, « Beiträge zur Kenntniss der Wirbelthiere Südbrasiliens », Archiv für Naturgeschichte, Berlin, Nicolaische Verlags-Buchhandlung, vol. 34, no 1,‎ 1868, p. 323-375 (ISSN 0365-6136, OCLC 1481989, lire en ligne).